# Sheep, Dog ’n’ Wolf
Sheep, Dog 'n' Wolf (выпущена в Северной Америке как Looney Tunes: Sheep Raider) — компьютерная игра в жанре стелс-платформер, разработанная французской компанией Infogrames. В отличие от обычных платформеров, в игре присутствуют элементы стелса и стратегии.
Игра основана на популярном мультсериале компании Warner Bros. «Овчарка Сэм и Волк Ральф». Суть игры заключается в том, что игрок, управляя Ральфом, должен украсть одну овцу из стада, которое охраняет Овчарка Сэм. Игра содержит обучающий уровень, 14 основных, 2 секретных и 1 бонус-уровень, к которому открывается доступ только после прохождения последнего, 14 уровня.

## Сюжет
После очередной неудачной попытки украсть овцу из стада Овчарки Сэма, Волк Ральф возвращается домой, чтобы отдохнуть и посмотреть телевизор. Внезапно, к его дому на лимузине подъезжает Даффи Дак, который говорит Ральфу, что его избрали участником игрового шоу «Волк овце не Собака» или, как сам Даффи любит его называть, «Кто хочет украсть овцу». Все, что Ральфу понадобится, это украсть всех овец до одной из стада Овчарки Сэма, при этом чтобы все овцы остались живы и здоровы. Ральф соглашается принять участие в шоу.

## Персонажи
Все персонажи игры являются персонажами анимационного сериала Looney Tunes от Warner Bros.
- Волк Ральф
- Овчарка Сэм
- Даффи Дак
- Порки Пиг (можно встретить только на 1 уровне)
- Дорожный Бегун (можно встретить на обучающем и 14 уровнях)
- Элмер Фадд (можно встретить только на 9 уровне)
- Бык Торо (можно встретить на 4, 8 и первом секретном уровнях)
- Госсамер (можно встретить на 8 и 10 уровнях)
- Йоземит Сэм (можно встретить только на 13 уровне)
- Марвин и К-9 (можно встретить на бонус-уровне)
- Привидения (можно встретить только на 12 уровне)
- Багз Банни (появляется в игре в качестве зрителя шоу в зале, также на 9 уровне можно найти костюм Багза)
- Кот Сильвестр (появляется в игре в качестве зрителя шоу в зале)
- Тасманский Дьявол (появляется в игре в качестве зрителя шоу в зале)
- Спиди Гонзалес (появляется в игре в качестве зрителя шоу в зале)
- Фоггорн Леггорн (появляется в игре в качестве зрителя шоу в зале)
- Бабуля (появляется в игре в качестве зрителя шоу в зале)

## Оценки игры
| Сводный рейтинг    | Сводный рейтинг | Сводный рейтинг |
| Издание            | Оценка          | Оценка          |
| Издание            | PC              | PS              |
| ------------------ | --------------- | --------------- |
| GameRankings       | 75,00 %         | 73,04 %         |
| Metacritic         |                 | 72/100          |
| Иноязычные издания |                 |                 |
| Издание            | Оценка          | Оценка          |
| Издание            | PC              | PS              |
| AllGame            |                 | [ 5 ]           |
| Game Informer      |                 | 7,25/10         |
| GameRevolution     |                 | B               |
| GameSpot           |                 | 5,7/10          |
| GameZone           |                 | 8/10            |
| IGN                |                 | 8/10            |
| OPM                |                 | [ 11 ]          |

Sheep, Dog 'n' Wolf получила положительные отзывы после выпуска. Средний балл игры на GameRankings составил 73,04 % для версии на PlayStation и 75.00% для версии на PC, а на Metacritic 72 из 100 для обеих версий.